# Мануел Антониу ди Алмейда
Мануел Антониу ди Алмейда (на португалски: Manuel Antônio de Almeida) е бразилски писател.

## Биография
Той е роден на 17 ноември 1831 година в Рио де Жанейро в семейството на офицер. През 1852 – 1853 година публикува в подлистници във вестник „Кореиу Меркантил“ своята най-известна книга, „Спомени на един сержант от милицията“ („Memórias de um sargento de milícias“).
Мануел Антониу ди Алмейда умира на 28 ноември 1861 година при корабокрушение край Макае.